# Stewo Pendarowski
Stewo Pendarowski, mac. Стево Пендаровски (ur. 3 kwietnia 1963 w Skopju) – macedoński polityk, prawnik, nauczyciel akademicki i urzędnik państwowy, poseł do Zgromadzenia Republiki Macedonii Północnej, w latach 2019–2024 prezydent Macedonii Północnej.

## Życiorys
Absolwent studiów prawniczych na Uniwersytecie Świętych Cyryla i Metodego w Skopju. Był związany z instytutem badań politycznych, prawnych i socjologicznych na tej uczelni, uzyskując tamże magisterium i doktorat. W 1998 przeszedł do pracy w administracji publicznej. Został wówczas dyrektorem departamentu analiz i badań w ministerstwie spraw wewnętrznych, a także asystentem ministra spraw wewnętrznych do spraw komunikacji, pełniąc te funkcje do 2001. Był następnie doradcą prezydenta Borisa Trajkowskiego do spraw bezpieczeństwa narodowego (2001–2004), przewodniczącym państwowej komisji wyborczej (2004–2005) i doradcą prezydenta Branka Crwenkowskiego do spraw polityki zagranicznej (2005–2009). W 2008 powrócił jednocześnie do działalności naukowej, objął stanowisko wykładowcy na prywatnej uczelni University American College Skopje.
W 2014 został kandydatem Socjaldemokratycznego Związku Macedonii w wyborach prezydenckich. W obu turach głosowania pokonał go wówczas ubiegający się o reelekcję Ǵorge Iwanow. W 2016 z ramienia socjaldemokratów Stewo Pendarowski uzyskał mandat posła do Zgromadzenia Republiki Macedonii. Zrezygnował z niego w 2017, obejmując w administracji rządowej stanowisko krajowego koordynatora odpowiedzialnego za przygotowanie członkostwa Macedonii w NATO.
W 2019 wystartował w kolejnych wyborach prezydenckich (pierwszych po zmianie nazwy tego kraju). W pierwszej turze zajął pierwsze miejsce z wynikiem 42,8% głosów. W drugiej turze otrzymał 51,7% głosów, pokonując Gordanę Siłjanowską-Dawkową i wygrywając tym samym wybory. Urząd prezydenta objął 12 maja 2019.
W 2024 ubiegał się o prezydencką reelekcję. W pierwszej turze dostał 19,9% głosów, zajmując drugie miejsce. W drugiej turze otrzymał 29,3% głosów, przegrywając tym razem z Gordaną Siłjanowską-Dawkową. Zakończył urzędowanie 12 maja 2024.

## Życie prywatne
Żonaty z Elizabetą Ǵorgiewską, ma jednego syna.

## Odznaczenia
- Order Orła Białego (Polska, 2022)[11][12]